# Jabal al-Dukhan
Il Jabal al-Dukhān (in arabo جبل الدخان, che significa montagna del fumo), ad una quota di 134 m s.l.m. è il rilievo più alto del Bahrein. Appartiene al Governatorato Meridionale.

## Descrizione
Il nome della collina viene dalla foschia che spesso la circonda nei giorni più umidi.
Alla base della collina sono stati rinvenuti manufatti di selce risalenti all'età della pietra.  Nei pressi del Jabal al-Dukhan si trova anche un certo numero di grotte.